# Tselina
Tselina ou terras virgens (em russo:  целина́) é um termo genérico para terras subdesenvolvidas, pouco povoadas e de alta fertilidade, muitas vezes cobertas com o solo de chernozem. As terras estavam localizadas principalmente nas estepes da região do rio Volga, no norte do Cazaquistão e no sul da Sibéria.
O termo tornou-se amplamente utilizado no final dos anos 1950 e início dos anos 1960 na União Soviética durante a campanha das terras virgens (em russo:  Освое́ние целины́) - uma campanha estatal de desenvolvimento e reassentamento para transformar tais regiões em áreas de grande produção agrícola.